# Zotalemimon obscurior
Zotalemimon obscurior är en skalbaggsart som först beskrevs av Stefan von Breuning 1940.  Zotalemimon obscurior ingår i släktet Zotalemimon och familjen långhorningar.
Artens utbredningsområde är Burma. Inga underarter finns listade i Catalogue of Life.